# Newton OS
 (juin 2020).
Si vous disposez d'ouvrages ou d'articles de référence ou si vous connaissez des sites web de qualité traitant du thème abordé ici, merci de compléter l'article en donnant les références utiles à sa vérifiabilité et en les liant à la section « Notes et références ».
Newton OS est le système d'exploitation écrit en C++ et en Newton Script qui équipa les assistants personnels de la gamme Apple Newton. La mémoire et l'autonomie des assistants personnels de l'époque étaient faibles, c'est pourquoi Newton OS fut conçu pour optimiser l'utilisation de la batterie et de la mémoire (par exemple, beaucoup d'applications étaient écrites sur la mémoire morte, pour laisser de la mémoire vive.). L'utilisation de Newton OS prit fin en même temps que l'arrêt de la gamme Apple Newton, en 1997.

## Versions
| Date de parution | Version |
| ---------------- | ------- |
| 3 août 1993      | 1.0     |
| 30 octobre 1993  | 1.1     |
| Inconnue         | 1.2     |
| 4 mars 1994      | 1.3     |
| 14 mars 1996     | 2.0     |
| 21 mars 1997     | 2.1     |

## Fonctions
Newton OS a bénéficié de technologies que même Mac OS n'avait pas à l'époque. Certaines technologies ont d'ailleurs été récupérées dans Mac OS X, comme le système de reconnaissance d'écriture.
Quelques fonctions de Newton OS :
- Son réactif - En cliquant sur les icônes et menus, l'appareil émet un son. On le retrouvera par la suite dans Mac OS 8.
- Icônes - On ouvre les applications à partir d'icônes, comme dans Mac OS.
- Onglets - Comme pour les pages web des navigateurs, les documents sont rangés en une barre horizontale d'onglets.
- Rotation de l'écran - À partir de Newton OS 2.0, on peut retourner l'écran en mode traitement de texte ou dessin.
- Impression - Les documents sur Newton OS peuvent être imprimés.
- Échanges de documents - Des documents peuvent être envoyés via un signal infrarouge soit en utilisant l'email ou encore le fax.

## Logiciels embarqués
Les logiciels de base de Newton OS étaient (noms en anglais) :
- Work - Work est un logiciel de traitement de texte et de dessin.
- Notes - Permet de créer des textes et des dessins. Contrairement à Work, il crée des documents de petites tailles, on pourrait faire la comparaison entre une feuille A4 et un Post-it.
- Dates - Un calendrier permettant d'ajouter des événements.
- Names - Logiciel de stockage de contacts.
- Formulas - Outil de conversion de grandeurs, monnaies…
- Calculator - Une calculatrice élémentaire.
- Clock - Un équivalent de Dashboard. Il contient par défaut une horloge, mais d’autres gadgets peuvent être installés.